# Ирод Агрипа
Ирод Агрипа, познат и као Ирод или Агрипа I (хебр. אגריפס; 11. п. н. е — 44), био је краљ Јудеје од 41. до 44. године. Био је последњи владар са краљевском титулом који је владао Јудеом и отац Ирода Агрипе II, последњег краља из Иродијске династије. Био је унук Ирода Великог и син Аристобулија IV и Беренике, рођен као Марко Јулије Агрипа, назван у част римског државника Марка Випсанија Агрипе. Он је краљ зван Ирод у Делима апостолским 12:1 (чин 12:1): „Ирод (Агрипа)” (Ἡρώδης Ἀγρίππας). Јосиф наводи да је у то време био познат као „Агрипа Велики”.
Хришћанска и јеврејска историографија имају различита гледишта овог краља, јер се хришћани у великој мери супротстављају Агрипи и Јеврејима који стављају мало преседана на Јудејске краљеве које је постављао Рим.
Територија Агрипине државе обухватала је већину Израела, рачунајући и Јудеју, Галилеју, Батанију и Переу. Из Галилеје, његова територија протезала се на исток до Лаџата.

## У култури
- Ирод Агрипа је протагонист италијанске опере L’Agrippa tetrarca di Gerusalemme (1724) коју су написали Giuseppe Maria Buini (музика) и Claudio Nicola Stampa (либрето), а која је први пут изведена у Teatro Ducale у Милану 28. аугуста 1724.[3]

- Ирод Агрипа је један од важних ликова у Клаудије Бог, роману Роберта Гравеса, исто као и у Би-Би-Сијевој ТВ-адаптацији 'Ја, Клаудије, где његов лик тумачи James Faulkner. У тим делима је приказан као Клаудијев дугогодишњи верни пријатељ.